# Strongilah
Strongilah (... – Costantinopoli, 1548), conosciuta alla morte come Fatma Hatun, è stata una donna ottomana ebrea e Kira di Hafsa Sultan, madre di Solimano il Magnifico, e probabilmente di Hürrem Sultan e Mihrimah Sultan, rispettivamente moglie e figlia dello stesso. È stata la prima Kira di cui si hanno informazioni personali.

## Biografia
Strongilah era figlia di Eliyah Gibor, un mercante ebreo di origini crimee in attività a Costantinopoli. Divenne una Kira, ovvero un'agente di collegamento a servizio di una donna musulmana, dopo il suo matrimonio. Suo marito era un mercante che commerciava in oggetti di lusso, e Strongilah si occupava di presentare la sua merce alle donne all'interno dell'harem imperiale, dove era vietato l'ingresso agli uomini. Da questo matrimonio ebbe almeno due figli.   
Entrò nelle grazie di Hafsa Sultan, Valide Sultan di Solimano il Magnifico, quando le curò un piccolo disturbo agli occhi. In cambio, Hafsa le garanti l'esenzione dalle tasse e il diritto, per lei e i suoi discendenti, di possedere schiavi, privilegi rinnovati alla sua famiglia fino al 1867, anno dell'abolizione internazionale della schiavitù.
Come favorita di Hafsa, si occupava di gestire la sua corrispondenza, portava notizie, aiutava nella gestione delle attività caritatevoli e svolgeva commissioni per suo conto.
In seguito, è possibile che abbia ricoperto lo stesso ruolo per Hürrem Sultan, moglie di Solimano, e per la loro figlia Mihrimah Sultan, ma la cosa non è certa perché diverse Kira potevano lavorare allo stesso tempo e i documenti raramente le indicano per nome. Tuttavia, è noto che Strongilah godeva del privilegio di una stanza all'interno dell'harem nel 1541 perché è indicata nell'elenco di coloro che denunciarono perdite materiali in seguito all'incendio dell'harem di quell'anno. Dal momento che Hafsa morì nel 1534, è probabile che Strongilah continuò a lavorare per sua  nuora e sua nipote, anche se potrebbe essere stata affiancata e, dopo il ritiro e/o la morte, sostituita da altre donne, fra cui Esther Handali.  
Poco prima della morte, nel 1548, si convertì all'Islam, prendendo nome Fatma Hatun, anche se i suoi figli mantennero la fede ebraica.